# First Mesa
First Mesa (Hopi: Wàlpi) ist ein Census-designated place im Navajo County im US-Bundesstaat Arizona. Das U.S. Census Bureau hat bei der Volkszählung 2020 eine Einwohnerzahl von 1.352 auf einer Fläche von 24,4 km² ermittelt.
First Mesa liegt im Hopi-Indianerreservat  und wird von der Arizona State Route 264 tangiert.

## Bildung
First Mesa liegt im Cedar Unified School District. Mit der White Cone High School besitzt First Mesa eine eigene High School.